# Ray Cokes

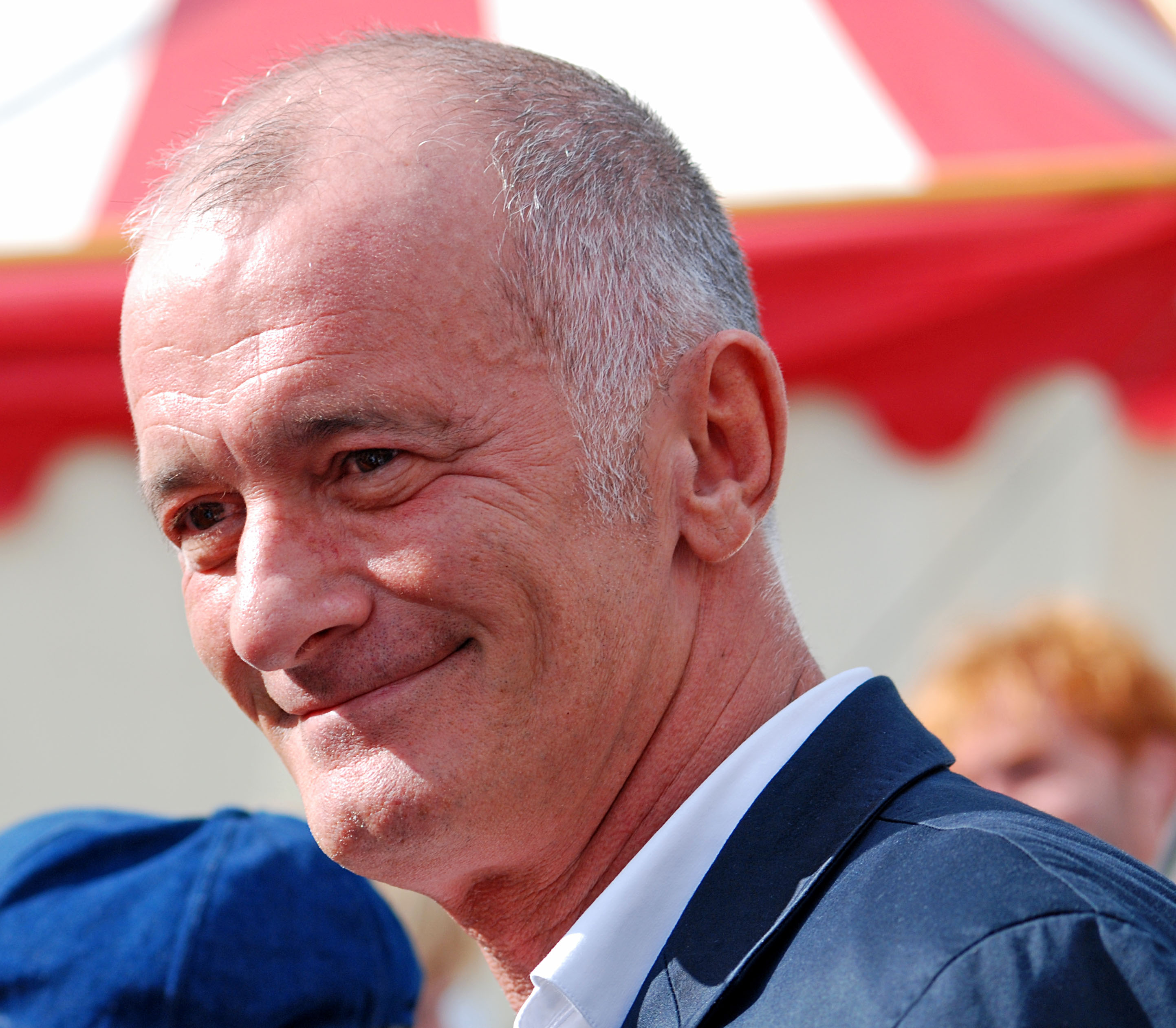
Ray cokes, Poperinge 2011

Raymond Christopher Cokes (Isle of Wight, 24 februari 1958) is een Britse televisiepersoonlijkheid.
Toen Cokes ongeveer 20 jaar oud was, ging hij werken in België. Hij werd presentator bij RTBF rock show Rox Box. In 1987 kwam hij als presentator bij MTV terecht. Vanaf dat moment presenteerde hij verschillende programma's bij MTV Europe. Dat begon met Ray's Request, in 1992 gevolgd door het programma MTV's Most Wanted dat vier jaar lang op televisie verscheen, en tot slot het programma "X-Ray Vision". In zijn MTV-tijd nam Cokes - net als veel van zijn collega's bij de zender rond die tijd - een plaatje op met de titel Simply Sexy!.
Cokes verliet MTV in 1997, naar verluidt omdat hij te oud zou zijn om nog langer voor een jongerenzender te werken, al speelde een rel tijdens een live uitzending van X-Ray Vision in Duitsland waarschijnlijk ook een rol. Vanaf dat jaar presenteerde Cokes programma's voor radio en televisie in verscheidene Europese landen. Onder meer presenteerde hij een Duits radioprogramma, "Voll auf Cokes", op KISS-FM. Verder werkte hij vervolgens voor Virgin Radio, Channel 4, France 2, en ARTE.
In 2009, 2011 en 2013 maakte hij samen met Jean Blaute de tv-reeks "Tournée Générale" op Canvas en Eén. Hierin reisden de twee samen door België op zoek naar de geheimen van het Belgische bier. Tijdens de tweede reeks brouwden ze ook zelf een bier in samenwerking met brouwerij Rodenbach. Het resultaat hiervan, het bier Tournée Générale Tripel Hop, was te krijgen bij Delhaize.
In het najaar van 2012 zetelde Cokes samen met Karen Damen en Rob Vanoudenhoven in de jury van Belgium's Got Talent, een talentenjacht van VTM gepresenteerd door Koen Wauters. In het najaar van 2013 zat hij opnieuw in de jury. In 2015 zat hij opnieuw in de jury van Belgium's Got Talent, samen met Karen Damen, Rob Vanoudenhoven en Niels Destadsbader.